# ویلیام مارشال (تنیس‌باز)
 ویلیام مارشال (انگلیسی: William Marshall؛ زادهٔ ۲۹ آوریل ۱۸۴۹ - درگذشتهٔ ۲۴ ژانویهٔ ۱۹۲۱) یک تنیس‌باز اهل بریتانیا بود.